# Gran Vía

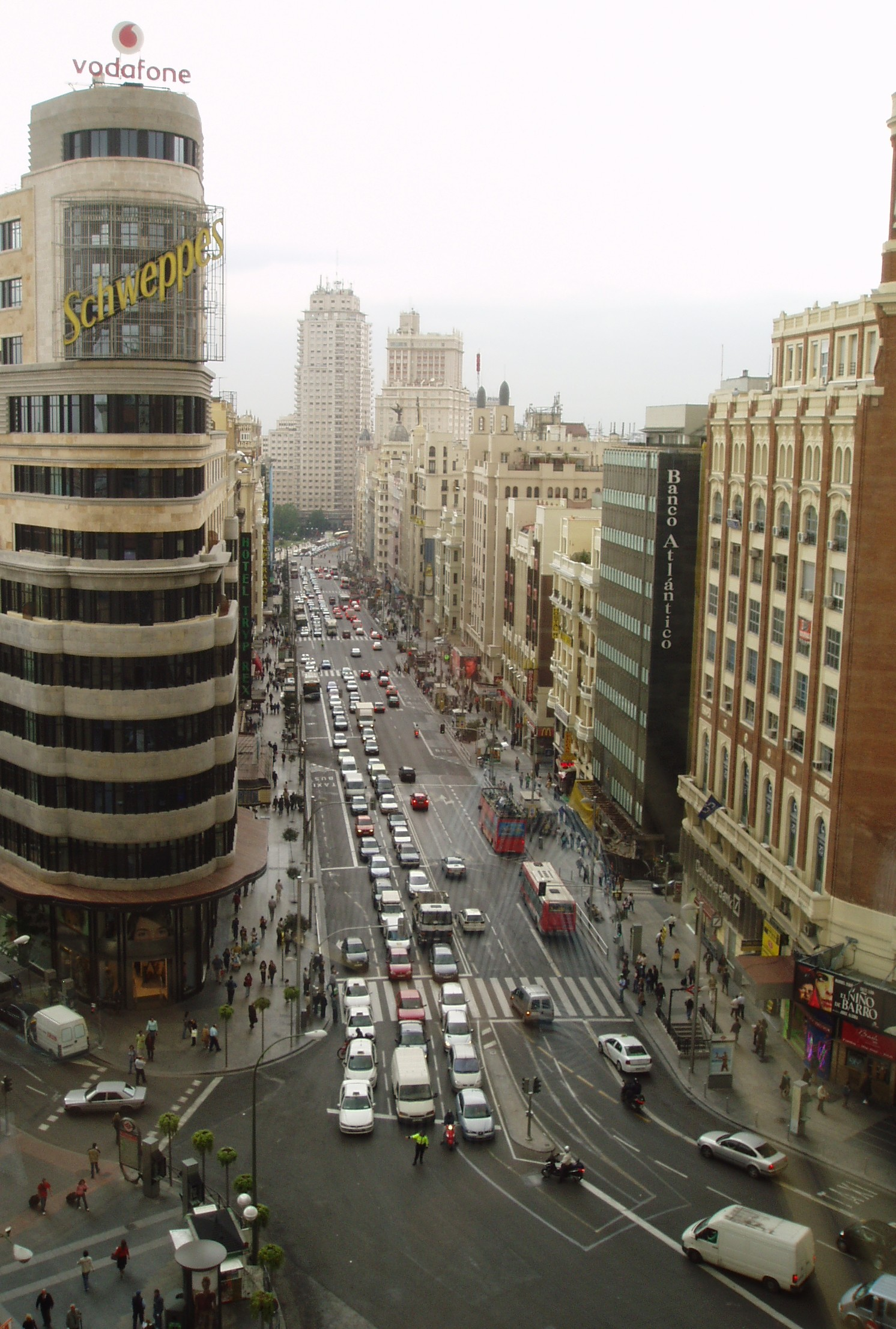
La Gran Vía från Plaza de Callao

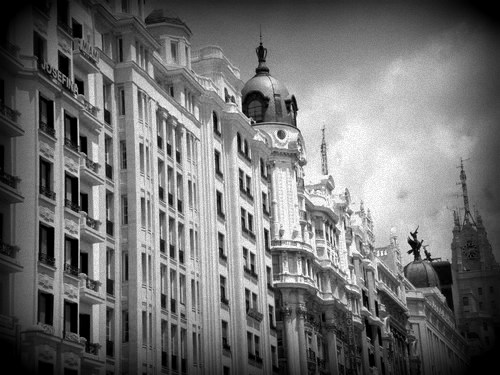
Gran Via, Madrid

Gran Vía är en av de större gatorna i centrala Madrid, Spanien. Den börjar vid Calle de Alcalá och slutar vid Plaza de España. Den är ett viktigt orienteringsstråk i staden sett från kommersiell, turistisk och nöjessynpunkt.
Gatan är berömd för sina biografer. Även om några av dem har stängt under de senaste åren, har andra med stor framgång omvandlats till musikteatrar. Av detta skäl kallas stråket mellan Plaza de Callao och Plaza de España för Madrids "Broadway". Delen mellan Red de San Luis och Plaza de Callao hyser för närvarande många internationella affärskedjor inom mode.